# Вайшампаяна
Вайшампаяна (санскр. वैशंपायन, IAST: Vaiśampāyana, «потомок Вишампы (защитника народа)») — персонаж «Махабхараты», одного из двух основных древнеиндийских эпосов на санскрите. Он был знаменитым ведийским мудрецом и изначальным учителем «Кришна Яджур-веды».
Вайшампаяна был учеником Вьясы, от которого он научился 100000 стихам «Махабхараты». Позднее он декламировал её царю Джанамеджае. Также Вайшампаяна является автором «Харивамши».